# John McDermid
Pour les articles homonymes, voir McDermid.
John Horton McDermid (né le 17 mars 1940) est un homme politique canadien de l'Ontario. Il est député fédéral progressiste-conservateur de la circonscription ontarienne de Brampton—Georgetown de 1979 à 1988 et de Brampton de 1988 à 1993.

## Biographie
Né à Hamilton en Ontario, McDermid travaille en marketing, en relations publiques et en diffusion avant d'entrer en politique.
Élu en 1979, il est réélu en 1980, 1984 et en 1988,.
Secrétaire parlementaire dès que les Conservateurs arrivent au pouvoir en 1984, il entre au cabinet du premier ministre Brian Mulroney en tant que ministre d'État pour l'Habitation (1988-1989), de Commerce international (1988-1989), de Privatisation et de Régulation (1989-1991) et de Finances et Privatisation (1991-1993).
Il quitte le cabinet avec le départ de Mulroney en juin 1993 et en se représente pas à l'élection générale la même année.